# Gerson Goldhaber
Gerson Goldhaber (20. února 1924 – 19. července 2010) byl americký částicový fyzik a astrofyzik německého původu. Byl jedním z objevitelů J/ψ mezon, který potvrdil existenci kvarku c. Působil na Lawrence Berkeley National Laboratory a byl členem týmu Supernova Cosmology Project. Byl emeritním profesorem fyziky na Kalifornské univerzitě v Berkeley a také profesorem astrofyziky doktorských a postgraduálních studentů.

## Život
Goldhaber se narodil 20. února 1924 v Německu. Jeho Židovská rodina utekla z nacistického Německa do Egypta. Goldhaber získal magisterský titul v oboru fyziky v roce 1947 na Hebrejské univerzitě v Jeruzalémě. Doktorát obdržel v roce 1950 na University of Wisconsin Po zisku doktorátu odešel na  Kolumbijskou univerzity. V roce 1953 získal americké státní občaství.
Goldhaber se stal profesorem na Kalifornské univerzitě v Berkeley a pracoval také v Lawrence Berkeley National Laboratory. V Berkeley byl Goldhaber součástí výzkumného týmu částicové fyziky, který používal fotografické emulze ke sledování pohybů subatomárních částic v proton-protonových rozptylových experimentech, které vedly k identifikaci antiprotonu. Za jeho objev získali Owen Chamberlain a Emilio Gino Segrè Nobelovu cenu za fyziku v roce 1959.
V rámci příspěvku od Fordovy nadace pobýval Goldhaber v letech 1960-1961 v Evropské organizaci pro jaderný výzkum v Ženevě. Během tohoto období, napsal společně se svou manželkou a B. Petersem a zprávu o CERNu. Částice objevená v roce 1963 dostala název A mezon, jméno získala podle Goldhaberova syna Amose.
V roce 1974 byl Goldhaber součástí týmu na Stanford Linear Accelerator Center vedeného Burtonem Richterem, který spoluobjevil J/ψ meson, mezon s neutrální vůní složený z kvarku c a antikvarku c. Richter získal za tento výzkum Nobelovu cena za fyziku pro rok 1976, společně se Samuelem Ting z Massachusettského technologického institutu, který stejnou částici objevil ve svém vlastním výzkumu. Goldhaber díky účasti na tomto projektu získal  Panofského cenu Americké fyzikální společnosti a byl jmenován Kalifornským vědecem roku.
Později se stal členem Supernova Cosmology Projectu, jehož se účastnili mimo jiné také Richard Muller, Carlton Pennypacker a Saul Perlmutter. Projektu byl založena v roce 1988 v Lawrence Berkeley a jeho cílem bylo hledal ve vesmíru známky supernov, které by mohly být použity k určení rychlosti jakou se rozpíná náš vesmír. Data, která tým nashromáždil poskytla důkazy, že rychlost rozpínání vesmíru se zvyšuje kvůli tomu, co se nazývá temná energie, na rozdíl od převládajících názorů, že se rozpínání vesmíru zpomalí a nakonec zvrátit až nastane Velký křach, což by znamenalo zánik vesmíru.
Goldhaber byl členem americké Národní Akademie Věd a Královské švédské akademie věd. Spolu s Robertem N. Cahn napsal Goldhaber knihu Experimentální základy částicové fyziky.
Jako obyvatel Berkeley zemřel Goldhaber ve svém domě v 86 letech 19. července 2010. V té době byl podruhé ženatý s vědeckou spisovatelkou Judith Margoshesovou. Měl dvě dcery, syna a tři vnoučata. Během 41 letech manželství, spolupracoval s Judith na dvou knihách sonetů, které byly ilustrované jeho akvarely. Manželství s jadernou chemičkou Sulamith Goldhaberovou skončilo její smrtí na rakovinu mozku v roce 1965 v průběhu jejich cesty v Indii. Goldhaberův bratr Maurice Goldhaber byl částicový fyzik, který byl ředitelem Brookhaven National Laboratory.

## Ocenění a vyznamenání
- Člen Americké fyzikální společnosti[3]
- 1991 – Panofského cenu Americké fyzikální společnosti za jeho objev kvarku c a částice J/ψ[6]
- 1982 – Zvolen zahraničním členem švédské Královské akademie[3]
- 1977 – Kalifornský vědec roku za jeho práci na objevu částice J/ψ[3]
- 1977 – Zvolen členem Národní Akademie Věd[3]
- 1972-73 – Guggenheimovo stipendium v CERNu[3]